# Mistio
mistio（ミスティオ）とはダイドードリンコが販売している炭酸飲料のブランドである。

## 概要
1996年に発売開始。ダイドードリンコは自動販売機大手でありながら独自の炭酸飲料ブランドを持っておらず、1988年にPHI PHI(フィフィ)を発売したものの商業的には短命に終わり、この商品で同ジャンルに本格的に参入した。
ラインナップはフルーツフレーバーが主で、ラインナップの追加や改良が行われている。現行のフルーツフレーバーは果汁入りとなっており、過去には果汁の配合率が高い製品も発売されていた。一時期は店頭販売も行われていたが、現行製品は自動販売機で発売されている。
発売当時はCMに安室奈美恵が起用され、女性をターゲットにしたキャンペーンを実施した。安室の結婚・出産による休養を機に、MAXが起用された。
2020年3月にラインナップを刷新して3種類となり、18年ぶりにコーラも発売。コーラは翌年3月に内容量を増量してペットボトルへ移行。2023年2月には「復刻堂」2品（フルーツオ・レ、コーラ）との同時発売によりジンジャーエールが発売された。

## ラインナップ
- 冷やしマンゴーソーダ（350ml缶・2025年2月25日発売[6]）
- 冷やしパインソーダ（350ml缶・2025年2月25日発売） - 2024年2月に「冷やしパインソーダ」が発売されており、「mistio」ブランドへ移行する形での実質的なリニューアルとなる。
- ジンジャーエール（350ml缶・2023年2月27日発売、2025年2月25日改良）
- 丸搾りグレープスパークリング（500mlペットボトル・2020年3月9日発売）

過去に発売された製品（2012年以降）
- クリスタルレモンスカッシュ（500ml缶 / 2012年2月27日発売[7]） - 果汁1%
- レモンスパークリング（500ml缶 / 2014年4月28日発売[8]・2016年3月21日改良[9]） - 果汁1%
- グレープスカッシュ（500ml缶 / 2012年2月6日発売[7]） - 無果汁
- グレープスパークリング（500mlペットボトル / 2014年3月31日発売[10]・2016年3月21日改良[9]） - 果汁1%
- ポケットモンスター ミスティオ グレープスパークリング（410mlペットボトル / 2017年10月2日発売[11]） - 果汁1%・量販店向け製品
- オレンジスパークリング（350ml缶 / 2014年2月24日発売[10]） - 果汁20%
- グレープフルーツスパークリング（340ml缶 / 2015年2月23日発売[12]） - 果汁12%
- まる搾り完熟りんごスパークリング（280mlボトル缶 / 2015年10月19日発売[13]） - 果汁10%未満
- アップルスパークリング（280mlボトル缶 / 2016年10月3日発売[14]） - 果汁10%・季節限定品
- マスカットスパークリング（280mlペットボトル / 2016年2月15日発売[15]） - 果汁11%・季節限定品
- ライチスパークリング（340ml缶 / 2016年6月6日発売[16]） - 果汁10%・季節限定品
- コーラ（350ml缶 / 2020年3月16日発売） - 内容量を増量したペットボトル製品へ移行。
- コーラ（410mlペットボトル / 2021年3月15日発売） - 復刻堂ブランドへ移行。
- クリスタルレモンスパークリング（500ml缶・2020年3月9日発売） - 復刻堂ブランドへ移行し、「復刻堂レモンスカッシュ」として発売
- ENHYPENレモンスカッシュ（350ml缶 / 2024年10月28日(自動販売機)・同年11月11日(量販店)[17]） - 自動販売機向けと量販店向けでデザインが各8種類あり、自動販売機向けは黄色基調、量販店向けは銀基調となる。